# Pepita Cedillo
Pepita Cedillo Vicente (n. Barcelona, 1964) es una escritora sorda, además de maestra, logopeda y especialista en lengua de signos catalana.

## Biografía
Pepita Cedillo es diplomada en Profesorado de Educación General Básica y especialista en Patología del Lenguaje además de profesora de lengua de signos catalana. Ha participado en varias entidades de personas sordas, ha trabajado en la ONCE y ha colaborado con la televisión catalana y con varias universidades. Desde 1989, trabaja en el Centro de Recursos Educativos para Deficientes Auditivos de Cataluña (CREDAC) Pere Barnils como logopeda y maestra de alumnado sordo en la escuela Tres Pins de Barcelona.
Ha participado en numerosas conferencias sobre la educación de los niños sordos, resaltando la importancia de la lengua de signos y de los modelos sordos en el desarrollo de los niños y niñas con sordera. Ha publicado tres libros.

## Obras
- 2004: Háblame a los ojos
- 2010: Mira lo que te digo
- 2018: Tu memoria en mis manos

## Artículos
- Cedillo, P., Vinadrell, M., González, M. (1998). «El profesor sordo como modelo del niño sordo». Experiencias bilingües en la educación del niño sordo: 55-56. Consultado el 2 de noviembre de 2018.

- Cedillo, P., Bellés, R.M., Molins, E. (1999). «El signo y el nombre propio aportaciones a la enseñanza de la escritura desde la práctica educativa bilingüe (LSC y catalán) con niños y niñas sordos pequeños». ¿Enseñar o aprender a escribir y leer? 2: 277-291.

- Bellés, R.M.; Cedillo, P.; González de Ibarra, J.; Molins, E. (2000). «The education of deaf children in Barcelona». Bilingualism and identity in Deaf communities (Washington, Dc.: Gallaudet University Press). Sociolingüistics in Deaf Communities Series, Vol. 6: 95-113.

- Cedillo, P (2012). Los sordos adultos en la escuela: ¿maestros o modelos de lenguaje?. Asunción, Paraguay: II Congreso Iberoamericano de Educación Bilingüe para sordos.

- Cedillo, P., Sánchez Amat, J. (2015). «La llengua de signes, una necessitat per als infants sords». Llengua i ús: Revista Técnica de Política Lingüística 56: 96-100. ISSN 2013-052X. Consultado el 2 novembre 2018.